# NGC 3073
NGC 3073 في الفهرس العام الجديد، هي مجرة، تقع في كوكبة الدب الأكبر. اكتشفت في 1 أبريل 1790 بواسطة ويليام هيرشل.

## روابط خارجية
- NGC 3073 على موقع ويكي سكاي: DSS2, SDSS, GALEX, IRAS, Hydrogen α, X-Ray, Astrophoto, Sky Map, Articles and images